# جوسيف دي مندوزا إي ريوس
جوسيف دي مندوزا إي ريوس (بالإسبانية: Josef de Mendoza y Ríos)‏ هو عالم فلك ورياضياتي إسباني، ولد في 29 يناير 1761 في إشبيلية في إسبانيا، وتوفي في 4 مارس 1816 في برايتون في المملكة المتحدة.